# Bohumil Vlček
Bohumil Vlček (8. listopadu 1862 Světlá nad Sázavou – 16. prosince 1928 Světlá nad Sázavou) byl český akademický sochař a řezbář.

## Život a dílo
Narodil se dne 8. listopadu 1862 ve Světlé nad Sázavou v rodině vrtače a brusiče granátů Františka Vlčka. Od roku 1881 studoval na Umělecko-průmyslové škole v Praze, po té na Akademii ve Vídni, kde se pod vedením prof. Edmunda Hellmera zaměřil na sochařské portréty. Svůj talent rozvíjel i na odborné škole pro dřevořezbu v Bolzanu.
V letech 1898–1900 byl členem Spolku výtvarných umělců Mánes.
Vlčkovy sochy a komorní řezby poprsí venkovanů upoutaly návštěvníky na Národopisné výstavě Českoslovanské v Praze v roce 1895, povšimla si ho zejména vnučka Františka Palackého a dcera F. L. Riegra, Libuše Bráfová, která po výstavě odkoupila Vlčkovy řezby a objednala sochařské portréty celé rodiny.
Tehdy se Vlček stal vyhledávaným portrétistou. Jeho dílo svědčí o dokonalém ovládnutí řemesla. Tvořil v ateliéru který měl v Praze - Břevnově, často ale cestoval za prací po celých Čechách. Asi nejznámější Vlčkovou prací je rozměrný reliéf podle kartonu Mikoláše Alše na Zelené bráně v Pardubicích z roku 1903. Podílel se na rekonstrukci Krocínovy kašny ze Staroměstského náměstí v Praze v Lapidáriu Národního muzea (1909). Nejrozsáhlejší sbírku jeho děl uchovává Národní muzeum v Praze, pro jehož Pantheon vytvořil celkem 9 byst významných osobností české historie, vědy a kultury, a dále dílo v Památníku Františka Palackého a Františka Ladislava Riegera v Palackého ulici 7 v Praze 1.
Vlčkova portrétní díla zdobí také foyer Národního divadla, protější Hynaisův dům, park na pražském Karlově náměstí, budovu Městského divadla v Pardubicích, domy v pardubické ulici Bratranců Veverkových, štít kostela Nejsvětější Trojice ve Vysokém Mýtě a řadu dalších míst. Pro Karlův most vytvořil kopii sousoší "Sen Svaté Luitgardy" od Matyáše Bernarda Brauna.
Od roku 1926 Vlček žil ve Světlé nad Sázavou, kde přes zdravotní potíže pokračoval v tvorbě, mj. vytvořil sochu sokola a reliéfy Miroslava Tyrše a Jindřicha Fügnera pro průčelí světelské Sokolovny. Zemřel 16. prosince 1928 ve Světlé nad Sázavou, tělo bylo dle jeho přání převezeno do Nymburka ke zpopelnění. Pohřben je na Lesním hřbitově ve Zlíně.

### Hlavní práce
v Panteonu nebo v ochozu 2. patra dvorany Národního muzea:
- Busta historika Václava Vladivoje Tomka, bronz, odlila firma Bendelmayer a Červenka (1899)
- Busta humanisty Ctibora Tovačovského z Cimburka, bronz (1899)
- Busta Václava Vavřince Reinera, bronz (1899)
- Busta Antonína Jaroslava Puchmajera, bronz (1899)
- Busta Karla Jaromíra Erbena, bronz (1899)
- Busta humanisty a nakladatele Daniela Adama z Veleslavína, bronz (1899)
- Poprsí Bernarda Bolzana, bronz (1900); (v depozitáři Národního muzea též sádrový model)
- Busta Karla Škréty, bronz (1898, odlitek 1899)
- Busta Jána Kollára, bronz (1901)

V Památníku F. Palackého a F. L. Riegra v Praze:
- Busta Františka Ladislava Riegra (1903)
- Poprsí JUDr. Albína Bráfa
- Poprsí Libuše Bráfové
- Poprsí chlapce Václava Bráfa
- Poprsí Marie Riegrové-Červinkové (1914)
- Soubor šesti miniaturních bust venkovanek a venkovanů, řezby v hruškovém dřevě, (1895)

V Lapidáriu Národního muzea:
- Model Krocínovy kašny, sádra (1909)[3]
- Busta malíře Vojtěcha Hynaise, bronz ve foyer Národního divadla
- Stojící žena s kočkou

## Galerie

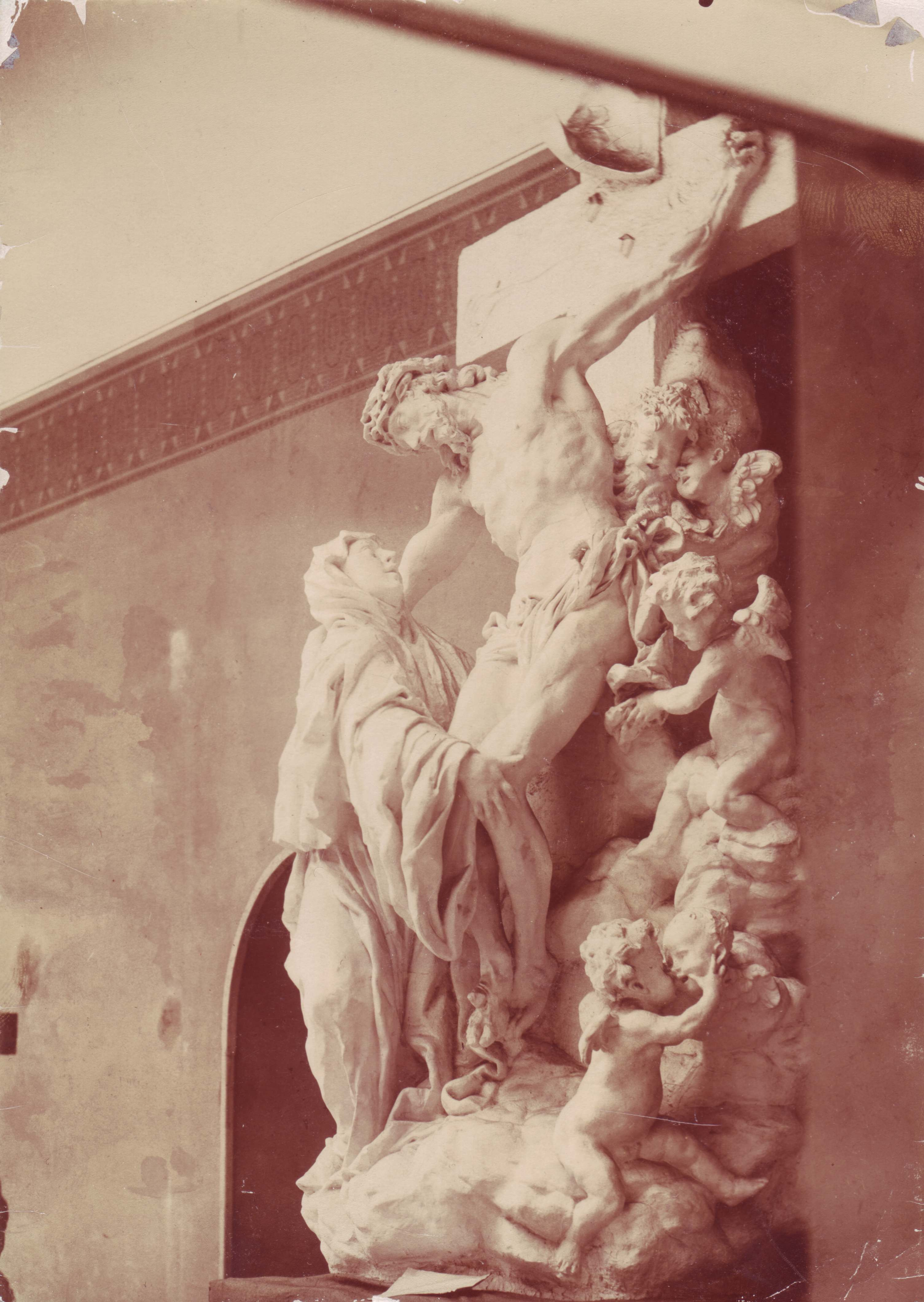
Kopie Braunova sousoší Sen sv. Luitgardy od B. Vlčka
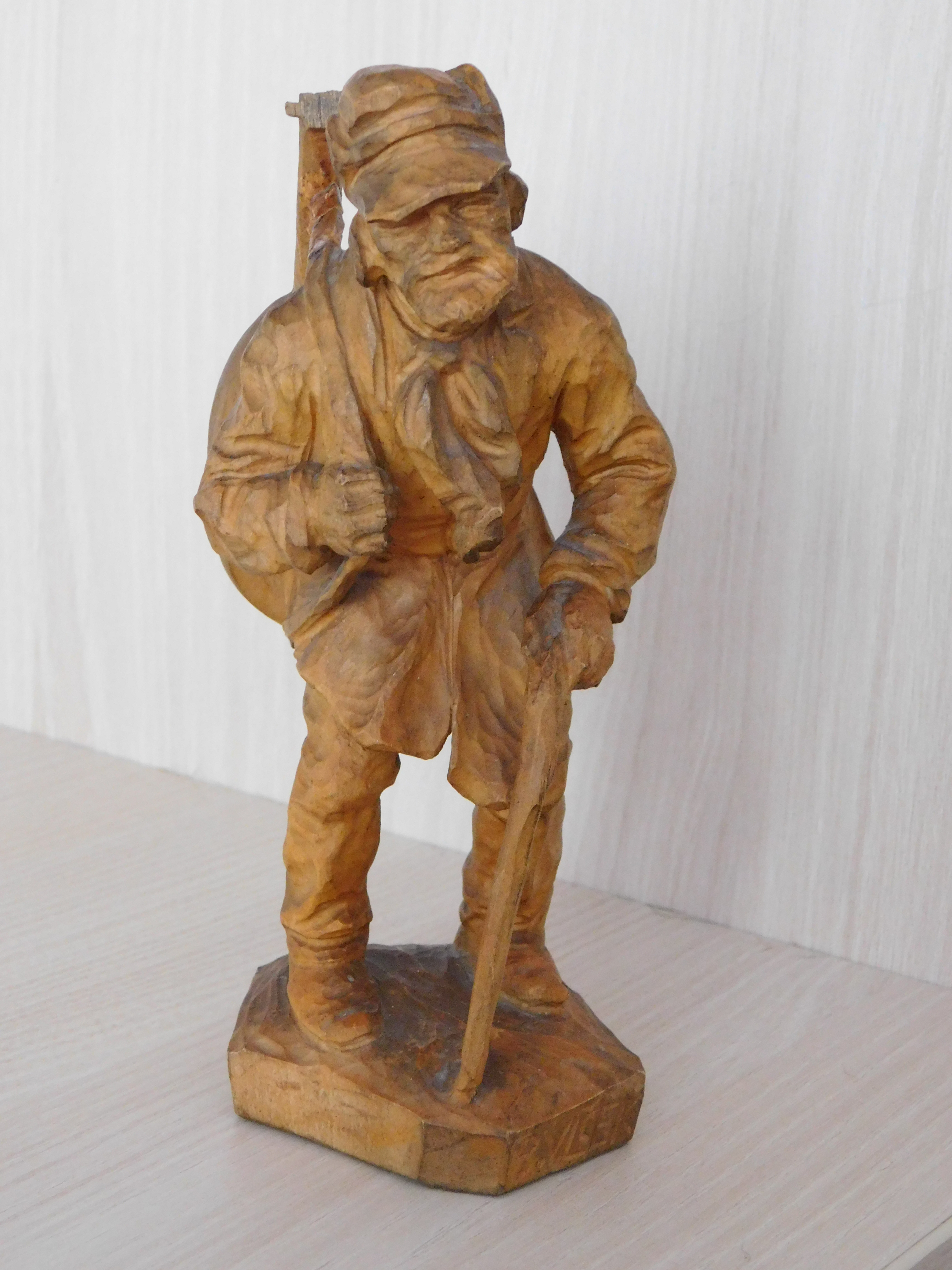
Potulný hudebník
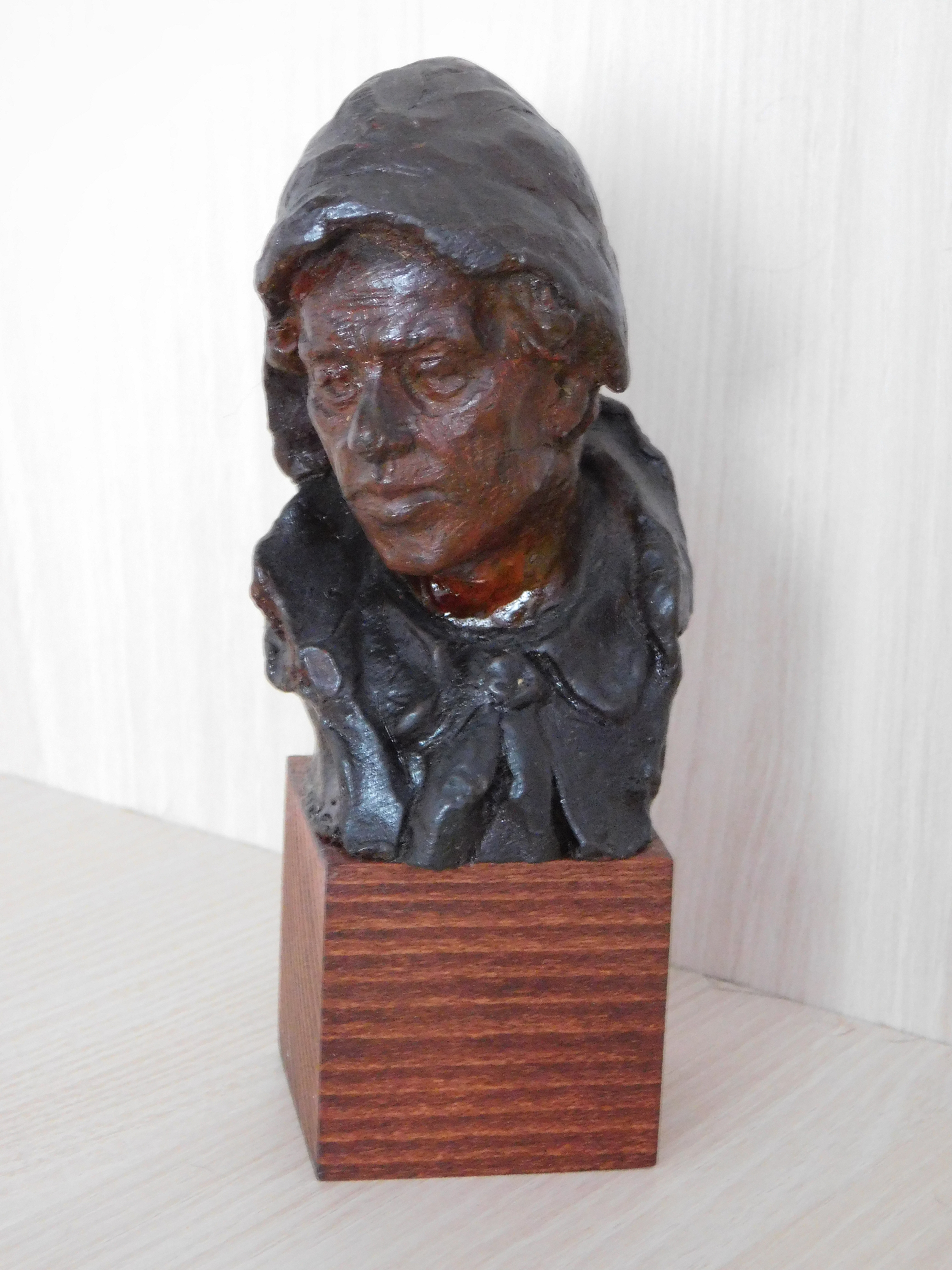
Hlava venkovana
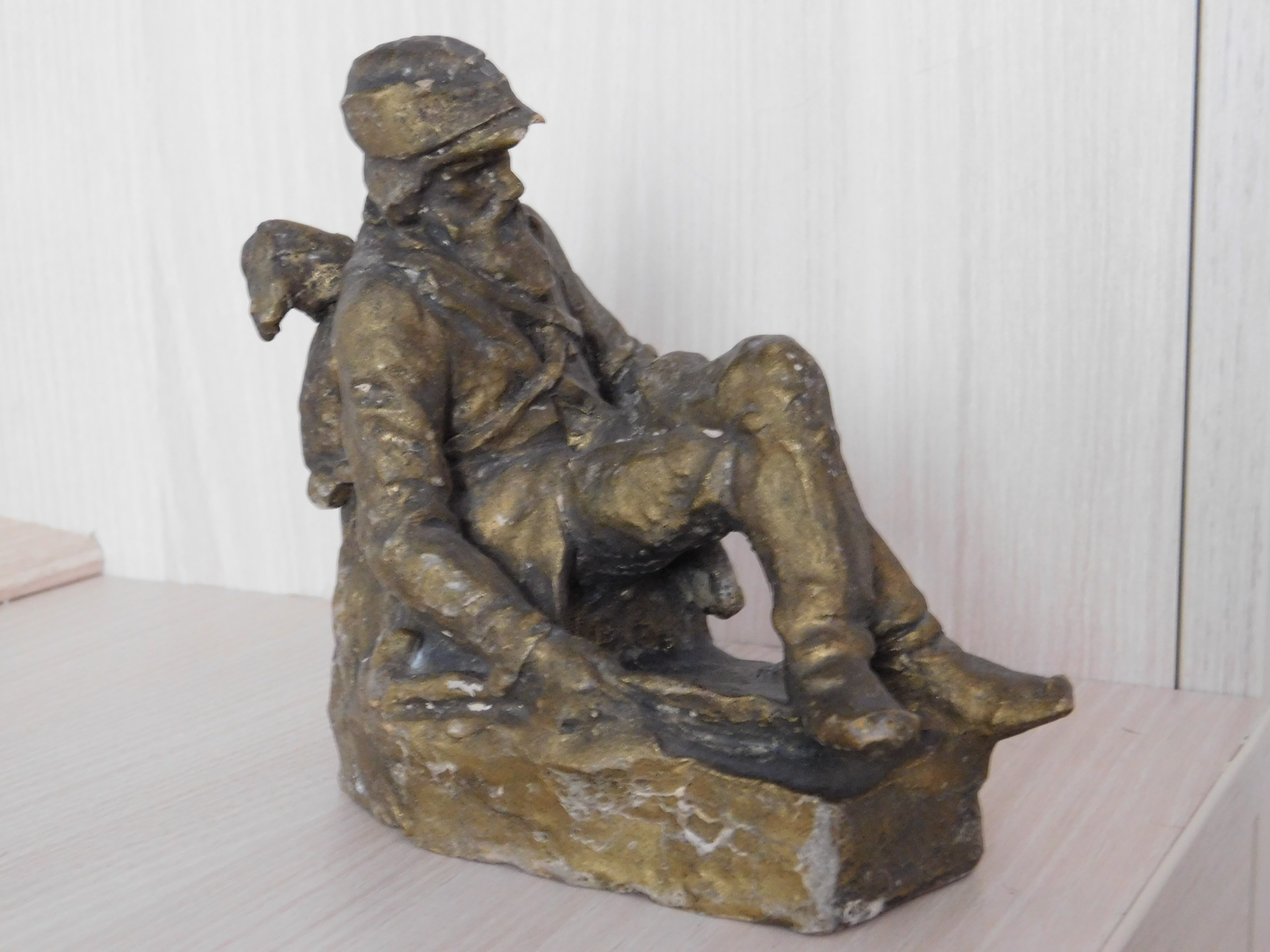
Odpočinek na cestě
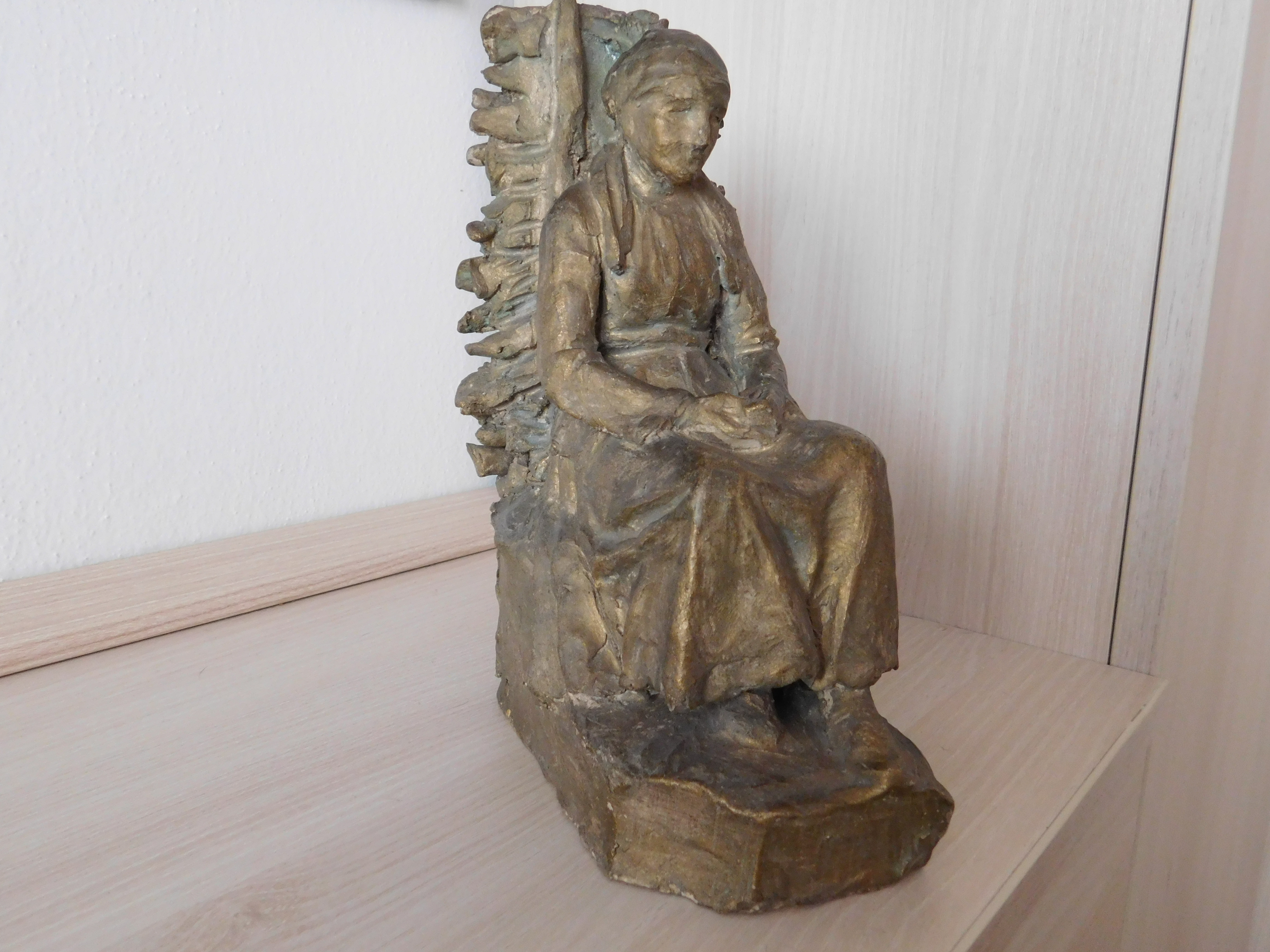
Venkovanka
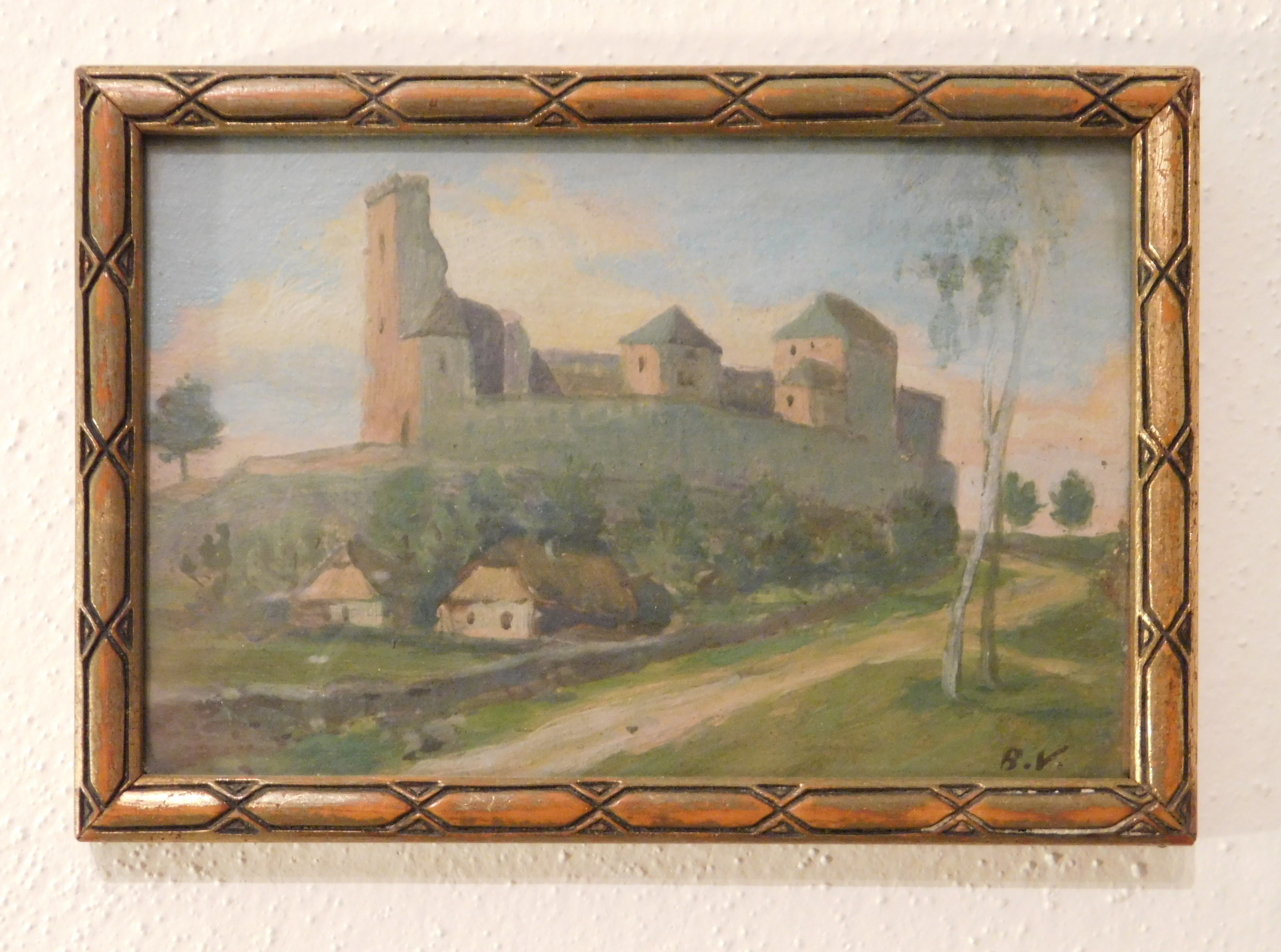
Hrad Lipnice nad Sázavou